# شارع فلسطين (بغداد)

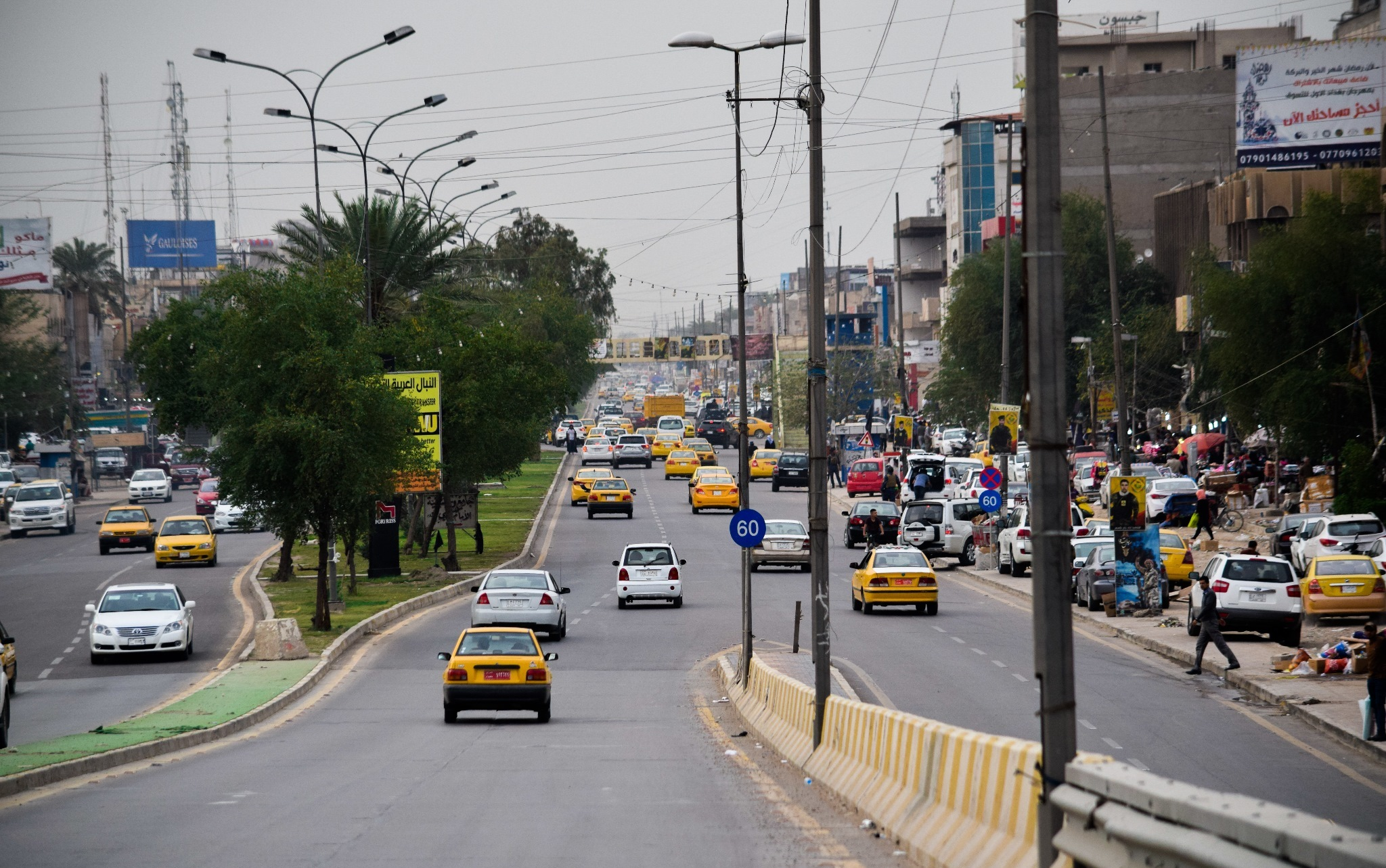
شارع فلسطين

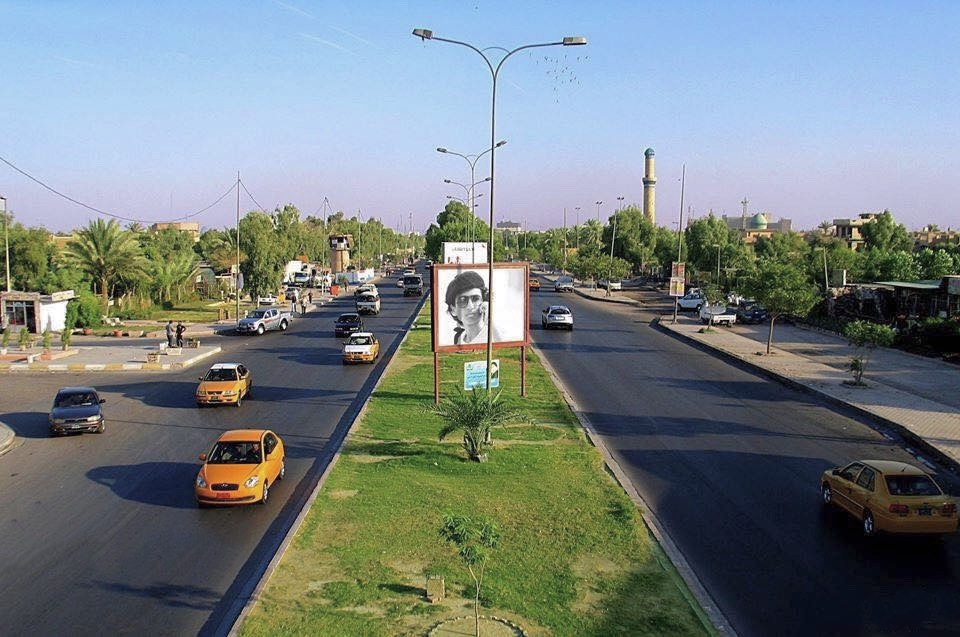
شارع فلسطين في بغداد

شارع فلسطين من شوارع مدينة بغداد، ويقع في جهة الرصافة من نهر دجلة، الشارع طويل يمتد من ساحة ميسلون في مدخل منطقة بغداد الجديدة إلى ساحة الجامعة المستنصرية، هذا الشارع يمتد باستقامة وتحيطه المناطق؛ حي 14 تموز، حي زيونة (حي المثنى)، حي المهندسين، حي الإدريسي، حي المستنصرية، حي النيل، حي الضباط.
شيّد وبني في هذا الشارع عدة مباني ومنها مبنى اللجنة الأولمبية العراقية، ومبنى وزارة الري، وكلية الشرطة، ونادي القوة الجوية، وثانوية المتميزين، وكذلك مباني كليات الجامعة المستنصرية وبالقرب منهُ في الأحياء المجاورة العديد من المؤسسات كمبنى كلية الرافدين الجامعة الأهلية، ومعهد إعداد المعلمات بالإضافة إلى وزارة الشباب والرياضة وغيرها.
وكان الشارع مركزا للاحتفالات الوطنية التي كانت تقام في جانب الرصافة من بغداد في عهد الرئيس العراقي السابق صدام حسين.
وهذه المنطقة كانت متروكة من أطراف بغداد حيث كانت تغمرها المياه التي تفيض من قناة قادمة من نهر دجلة مما يتسبب في غرق هذه المنطقة من بغداد إلا أن بداية العمران فيها كان في عقد الستينيات من القرن العشرين حيث قامت الحكومة العراقية في ذلك الوقت بإنشاء شارع فلسطين وتوزيع قطع الأراضي على المواطنين العراقيين وبالأخص كوادر الموظفين ومنهم القضاة والمحامين وأساتذة الجامعات والمدرّسين وغيرهم في أحياء شارع فلسطين.

## وصلات خارجية
- The Musical Culture of Iraqi Jewry: Three Countries and Two Continents by Galia Ben-Mordechai
- "Along Palestine Street, a once vibrant commercial district, shop owners were relieved not by the greater military presence, but by the absence of Mahdi Army militiamen from neighboring Sadr City, the impoverished Shiite district and militia stronghold." from Baghdad Plan Has Elusive Targets Washington Post. Published February 26, 2007
- U.S. Soldiers Kill 2 Iraqis After Bomb Explodes Near Convoy by Edward Wong. Published: January 12, 2004